# Aeroporto di Klagenfurt
L'Aeroporto di Klagenfurt, (IATA: KLU, ICAO: LOWK) (in tedesco: Klagenfurt Flughafen) definito come primario dalla Austrocontrol, è un aeroporto austriaco situato in Carinzia a 3,5 km dal centro della città di Klagenfurt e non lontano dal confine con il Friuli-Venezia Giulia. La struttura è dotata di due piste, con la principale in cemento lunga 2720 m e larga 45 m e orientamento RWY 10L-28R, l'altitudine è di 449 m. L'aeroporto è aperto al traffico commerciale.